# 埃格爾湖 (萊希河畔蘭茨貝格縣)
47°52′59″N 10°56′49″E / 47.88300995°N 10.94684064°E

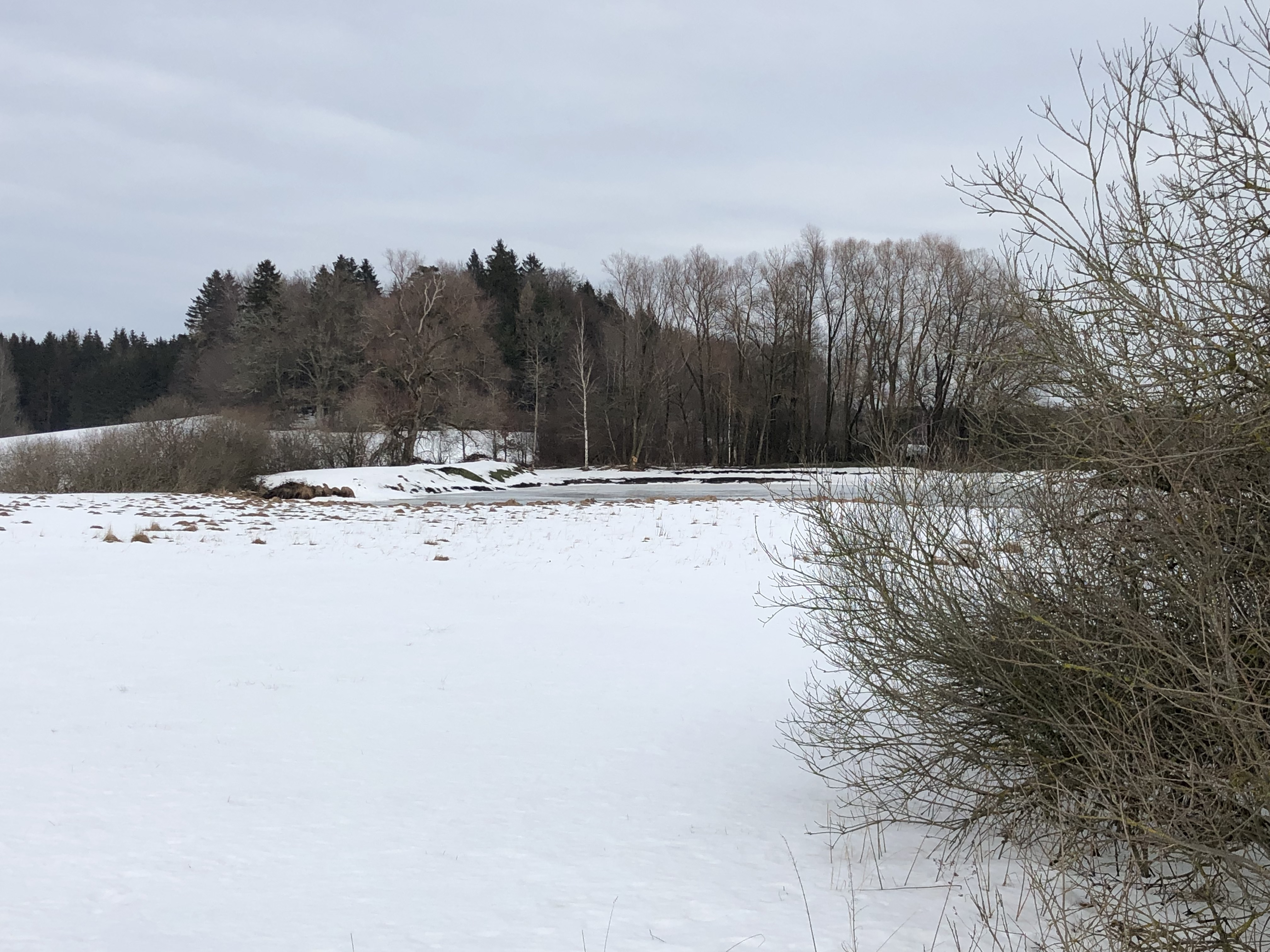

埃格爾湖（德語：Egelsee），是德國的湖泊，位於該國東南部，由巴伐利亞州負責管轄，處於萊希河畔蘭茨貝格縣，長0.08公里、寬0.06公里，面積0.003平方公里，海拔高度704米，湖岸線長度0.2公里。